# コール・ミー (Drop'sの曲)
コール・ミーはDrop'sのメジャー1枚目のシングル。2014年5月14日にSTANDING THERE, ROCKS/KING RECORDSから発売された。

## 収録曲
1. コール・ミー
JAPAN COUNTDOWN5月度オープニングテーマ
2. C・O・F・F・E・E・E
3. 卒業写真
ハイ・ファイ・セットの楽曲のカバー
4. C・O・F・F・E・E・E(Acoustic ver.)
5. カルーセル・ワルツ(Live ver.)
アルバム「DAWN SIGNALS」収録曲
6. コール・ミー(Live ver.)